# Guilers
Guilers (tiếng Breton: Gwiler-Leon) là một xã của tỉnh Finistère, thuộc vùng Bretagne, miền tây bắc Pháp.

## Dân số
Người dân ở Guilers được gọi là Guilériens.